# Buch (Austria)
Buch è un comune austriaco di 601 abitanti nel distretto di Bregenz, nel Vorarlberg.